# Paard (poppodium)
Paard, gestileerd als PAARD en voorheen Paard van Troje, is een uitgaansgelegenheid en poppodium in Den Haag dat sinds 1972 bestaat. Het biedt in de grote zaal, de Grolsch zaal, plaats aan 1100 bezoekers en in de kleine zaal plaats aan 325 bezoekers. Daarnaast is er nog een café met plaats voor ca. 200 personen onder de naam Paardcafé. Sinds 2024 beheert Paard ook GR8, een verzamelgebouw met meetingruimtes, een theaterzaal, en een platenzaak op Prinsegracht 8.

## Geschiedenis
Met steun van wethouder van Sport, Recreatie en Cultuur Piet Vink en de in de gemeenteraad zittende Kabouters richtten enkele bevlogen mensen samen met het jongerenproject Ruimte in 1971 de Stichting Trefcentrum op, later omgedoopt tot het Paard van Troje.
De stichting werd gehuisvest in het vroegere meisjespensionaat Angela aan de Prinsegracht 12. Na nog een jaar voorbereiding ging het Paard van Troje op zaterdag 21 oktober 1972 open. De eerste coördinator was Kees Neeteson, opgevolgd door Robert Haverschmidt en daarna de toen 26-jarige Peter den Haring. John van Vuren was degene die verantwoordelijk was voor de programmering.
Het centrum, Paard van Troje, was bedoeld voor alle Haagse jongeren. Indien nodig konden ze er terecht voor hulp en advies. Er waren actiegroepen en er was inspraak, die geregeld werd via een bezoekersvereniging en een bezoekersraad, waarvan afgevaardigden zaten in het bestuur van het Paard. Opvallend in de jaren zeventig was de aanwezigheid van de 'huishasjdealers' Joop Wiersma, Bertus Kleerenkooper en later Robbie van Rijn, die in softdrugs handelden. Harddrugs waren verboden binnen het pand.
In de loop der jaren kreeg het Paard van Troje ook te maken met allerlei problemen, zoals herrieschoppers, geldgebrek, fraude, sluitingen en bezettingen. Sinds de komst van coördinator Herbert Boerendonk in 1985 ging het, zeker in zakelijk opzicht, beter.
In januari 1987 kreeg het Paard van Troje veel media-aandacht toen het zijn 15-jarig jubileum vierde met een talkshow met prominenten, optredens van (pop)artiesten, een modeshow en, in samenwerking met de Stichting Popmuseum, de expositie 'Paard en Pop in galop'.
In de jaren negentig bleek een middelgroot podium hard nodig voor de vele popconcerten die Nederland, en zeker Den Haag (net als in de jaren zestig weer popstad nr. 1), kende. Daarom werd het pand aan de Prinsegracht tussen 1999 en 2003 verbouwd. In 2017 wijzigde het poppodium de naam in de oorspronkelijke naam: "PAARD".

## Voorstellingen
Tal van popartiesten hebben opgetreden in het PAARD (van Troje), zowel uit binnen- als buitenland. Het accent lag daarbij op niet-commerciële popmuziek. In 1980 trad U2 er op en later zouden ook Mick Jagger (in 1982), Prince (in 1988) en Pearl Jam (in 1992) langskomen voor een optreden. Ook Aphex Twin (2007), alt-J (2012), en Radiohead (1993) stonden op het podium van PAARD. Daarnaast worden er ook dj. sets gegeven. Zo gaven Vera Siemons en Liza van den Brink hun "Iconic" set tijdens Pride Den Haag (2025).
- Dinosaur JR
- Editors
- Florence and the Machine
- Floating Points
- Godspeed You! Black Emperor
- Jeff Mills
- Jools Holland
- Junkie XL
- Marcus Miller
- My Bloody Valentine
- Nils Frahm
- Nicolas Jaar
- Solomon Burke
- Slowdive
- Pixies
- Sun O)))
- The Jesus and Mary Chain

## Prijs
In april 2005 ontving de club de Nachttempel Award. Deze jaarlijkse prijs wordt door het tijdschrift Nieuwe Revu uitgereikt aan de 'beste club van Nederland'. Dat jaar trok het Paard van Troje 163.000 bezoekers, 15% meer dan in 2004. In 2023 was dit aantal gestegen tot een record bezoekersaantal van 299.236. 